# Olof-Palme-Platz 1 (Stralsund)

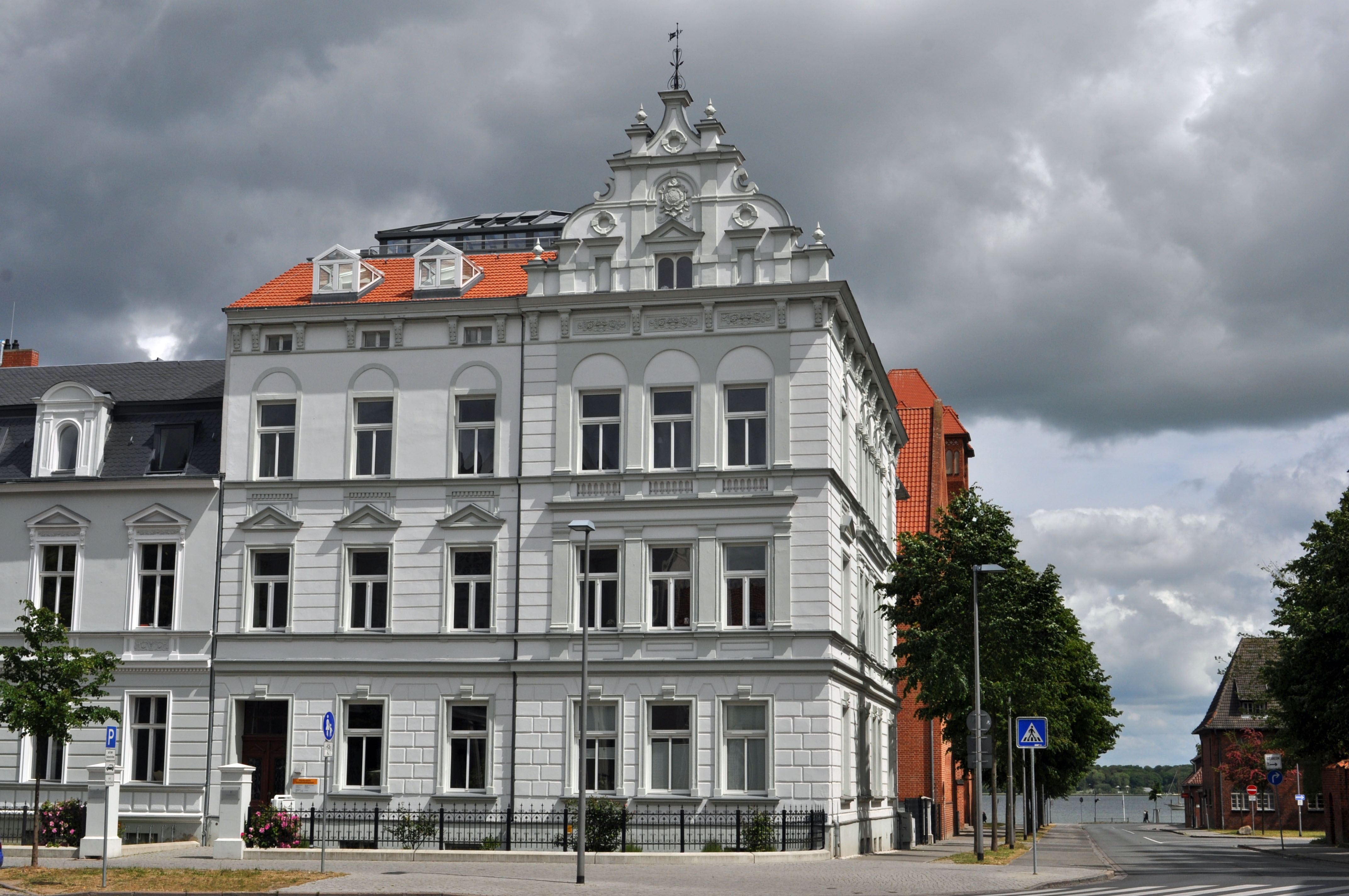
Das Haus Olof-Palme-Platz 1 in Stralsund (2012)

Das Gebäude mit der postalischen Adresse Olof-Palme-Platz 1 ist ein denkmalgeschütztes Bauwerk am Olof-Palme-Platz in Stralsund, an der Ecke zum Fährwall, nahe dem Kniepertor.
Der dreigeschossige Putzbau mit Schweifgiebel wurde im Jahr 1896 errichtet.
Die Fassade ist im Stil der Neorenaissance gestaltet. Putzrustika, kräftige Gurtgesimse, verschieden gestaltete Fenstereinfassungen und -verdachungen sowie ein Konsolgesims unter der Traufe gehören zu den aufwändigen Gestaltungselementen.
Ein dreigeschossiger Verandavorbau schließt zur Hofseite an.
Das Haus liegt im Kerngebiet des von der UNESCO als Weltkulturerbe anerkannten Stadtgebietes des Kulturgutes „Historische Altstädte Stralsund und Wismar“. In die Liste der Baudenkmale in Stralsund ist es mit der Nummer 611 eingetragen.
Das Gebäude gehörte bis zur Umbenennung dieses Abschnitts zur Sarnowstraße. An seiner Stelle stand zuvor eine Mühle (“Kniepermühle”), das einstöckige Fachwerkhaus wurde ab 1873 als Taubstummenanstalt genutzt.